# Heitor Usai
Ettore "Heitor" Usai (Sássari, 1899 — Rio de Janeiro, 1989) foi um escultor ítalo-brasileiro que presidiu a Academia Brasileira de Belas Artes (ABBA). Era o pai do maestro e compositor Remo Usai.

## Biografia e trabalhos notórios
Heitor era filho de um artista italiano, Antonio Usai, também escultor reconhecido no seu país, e que foi o seu primeiro mestre na Sardenha natal, e onde trabalhou até 1927, quando mudou-se de forma definitiva para o Brasil.
Dentre suas obras está um busto do escritor judeu-alemão Stefan Zweig, na Avenida Oceânica, em Salvador, capital da Bahia, inaugurado em 1943. Ainda na Bahia realizou diversas outras obras na capital - como os mausoléus das famílias Plínio Tude de Souza e Epifânio José de Souza, ou em Feira de Santana.
No Rio de Janeiro deixou inúmeros trabalhos, como a lápide do cardeal Dom Sebastião Leme (1943), na igreja de Santana, ou o monumento a Miguel Couto, situado na Praça Nossa Senhora Auxiliadora, e que consta de uma escultura sobre uma base escalonada com três metros de altura, e que foi restaurado em 2011, além de dezenas de lápides e monumentos funerários de importantes famílias como as de Arnaldo Guinle, Leoni Ramos e Conrado Heck, entre outros.
Em São Paulo realizou o Monumento a José de Anchieta; dele também são os monumentos que adornam os túmulos de Carmen Miranda e de Ari Barroso, no Rio.
Seu ateliê situava-se nas imediações do Cemitério São João Batista, na capital fluminense.
Usai foi ainda um dos primeiros presidentes da ABBA.